# Апрель (песня)
«Апрель» — песня советской рок-группы «Кино», вошедшая в студийный альбом «Звезда по имени Солнце», выпущенный в 1989 году.
Текст песни наполнен мифологическими образами и перекликается с заглавной песней альбома. Музыкально она тяготеет к фолк-року; при записи альбома исполнена Цоем сольно и никогда не пелась на концертах.

## Поэтика песни
Над землёй — мороз.

Что ни тронь — всё лед.

Лишь во сне моём

Поёт капель.

А снег идёт стеной.

А снег идёт весь день.

А за той стеной стоит Апрель.
Песня написана в характерной для Цоя манере «неоромантического импрессионизма». Как и в таких характерных для позднего творчества Цоя песнях, как «Спокойная ночь», «Печаль», здесь отчётливо звучит мотив движения вверх, достигший своего апогея в «Звезде по имени Солнце».
Этот мотив связан с темой расставания с привычным укладом жизни. Несмотря на некоторую катастрофичность таких перемен, песня исполнена надежды. Звезда, горящая в груди лирического героя — её символ и источник высшей гармонии, приходящей изнутри. Звезда в поэтическом языке Виктора Цоя — самый высокий и встречающийся чаще всего из «небесных» словообразов.
«Апрель» — заключительная песня альбома, начинающаяся с картины холодной дисгармонии мира, её первые строки почти повторяют строки «Белый снег, серый лёд // На растрескавшейся земле» заглавной песни — «Звезды по имени Солнце». Здесь они звучат, как «Над землёй — мороз, Что ни тронь — всё лёд». Вслед за этим и лирический герой, и приходящий апрель включаются в целостный мифологический сюжет, проходят через инициацию, ступенями которой являются смерть и воскресение.

На теле ран не счесть,

Нелегки шаги.

Лишь в груди горит звезда.

И умрёт Апрель,

И родится вновь,

И придёт уже навсегда.

Завершается песня картиной перерождения, возвращения утерянной гармонии мира, поиск которой и является лейтмотивом всего альбома «Звезда по имени Солнце».

А он придёт и приведёт за собой весну

И рассеет серых туч войска.

А когда мы все посмотрим в глаза его,

На нас из глаз его посмотрит тоска.

И откроются двери домов.

Да ты садись, а то в ногах правды нет.

И когда мы все посмотрим в глаза его,

То увидим в тех глазах солнца свет.

Исследователи творчества Виктора Цоя неоднократно обращали внимание на христианские параллели в песне и предполагали, что речь в ней идёт об Иисусе Христе. В то же время другие поклонники русского рока высказывали мысль, что песня посвящена политику Михаилу Горбачёву.

## Запись и музыка
Песня была записана Цоем почти сольно; группа «Кино», как таковая, в этом не участвовала. Как сообщал ведущий программы «Летопись» на «Радио России», роль бэк-вокалиста играл Георгий Гурьянов. Песня никогда не исполнялась на концертах. Существует также акустическая версия песни, впервые опубликованная в составе «Белого альбома».
В музыкальном плане песня также лежит несколько в стороне от «магистрали» творчества группы и тяготеет не к западным образцам, но, подобно сочинённой для этого же альбома, но не изданной при жизни Виктора Цоя песне «Атаман», к русской фольклорной традиции в духе «Чёрного ворона». Ещё одной песней Цоя, где слышны подобные мотивы (появившиеся у музыкантов ленинградского рок-клуба под влиянием Александра Башлачёва) позднее стала «Кукушка».